# Triangolo di Bell

Costruzione del triangolo di Bell

In matematica, il triangolo di Bell è un triangolo numerico, in cui i numeri sono disposti su righe successive, che permette di calcolare ricorsivamente i numeri di Bell che indicano il numero di partizioni di un insieme con {\displaystyle n} elementi. È chiamato anche triangolo di Peirce o matrice di Aitken.

## Costruzione del triangolo di Bell
Nel triangolo di Bell, la riga {\displaystyle n} è composta da {\displaystyle n} numeri, con {\displaystyle n\geq 1}.
Il triangolo di Bell si ottiene iniziando la prima riga con il numero uno:
```
1
```

La seconda riga inizia con l'ultimo numero della riga precedente e aggiungendo come secondo numero la somma tra il numero che precede e quello posizionato sopra al numero precedente.
Quindi:
```
1
1 2 (cioè 1+1)
```

La terza riga inizia con l'ultimo numero della seconda:
```
1
1 2
2
```

Il secondo numero è ottenuto sommando il numero precedente con il numero che sta sopra al primo numero:
```
1
1 2
2 3 (cioè 2+1)
```

e il terzo è:
```
1
1 2
2 3 5 (cioè 3+2)
```

e così via:
```
 1 

 1  
 2

 2   3   
5

 5   7   10  
15

 15  20  27  37  
52

 52  67  87  114 151 
203

 203 255 322 409 523 674 
877
```

La successione degli ultimi numeri di ogni riga costituisce l'insieme dei numeri di Bell.
Per giustificare formalmente l’attendibilità del triangolo di Bell si può usare il principio di induzione.
Un accenno di dimostrazione risiede comunque nel fatto che, per avere ad esempio 877 (il 7° numero di Bell), si devono sommare 203 e 674; per trovare questi due addendi si sommano 1 volta il 52, 2 volte il 151, 1 volta il 523; a ritroso, 1 volta il 15, 3 volte il 37, 3 volte il 114, 1 volta il 409.
In generale per trovare l'{\displaystyle n}-esimo numero di Bell si addizionano i numeri di una colonna del triangolo di Bell (costruito fino alla riga {\displaystyle n}), ognuno moltiplicato per un opportuno coefficiente. Questi coefficienti sono i numeri del triangolo di Tartaglia.
Si noti che ogni numero del triangolo di Tartaglia è un coefficiente binomiale {\displaystyle {\tbinom {n}{k}}}, il che mostra come il triangolo di Bell non sia altro che lo sviluppo operativo della relazione di ricorrenza:
{\displaystyle B_{0}=1,}
{\displaystyle B_{n+1}=\sum _{k=0}^{n}{\binom {n}{k}}B_{k}.}